# Needles (Kalifornija)
Needles je grad u američkoj saveznoj državi Kalifornija. Prema popisu stanovništva iz 2010. u njemu je živjelo 4.844 stanovnika.